# NMDA-receptorn
NMDA-receptorn (NMDAR, där NMDA är en förkortning för N-metyl-D-aspartat) är en jonkanalkopplad receptor för glutamat som uttrycks av många typer av  nervceller. Receptorn består av fyra eller fem olika subenheter av olika klasser. Aktivering av NMDAR ger inflöde av kalcium vid aktiverade synapser vilket i sin tur leder till aktivering av intracellulära signalvägar viktiga för synaptisk plasticitet, minne och inlärning. Överaktivering av NMDAR kan leda till excitotoxicitet vilket är associerat med många neurologiska sjukdomstillstånd.
NMDA-receptorn har visat sig kontrolleras av ett flertal andra receptorer, dopaminreceptorerna D1 och D3 påverkar NMDA-receptorns aktivitet genom att fosforylera den, vilket i sin tur hämmar eller stimulerar MAPK/ERK-signaltransduktionsvägen. Alfa 7-nikotinerga receptorer påverkar dessutom uttrycket av olika subenheter av NMDA-receptorn, vilket påverkar dessa receptorers egenskaper.. Utöver det har aktivering av 5-HT1A-receptorn visat sig reglera mängden NMDA-receptorer genom att påverka transporten av receptorer till plasmamembranet genom signaltransduktionsvägarna CaMKII samt ERK.

## Blockerande joner
Extracellulära joner i form av magnesium (Mg2+) och zink (Zn2+) kan binda till specifika ställen på NMDA-receptorn och blockera passagen av andra katjoner genom den jonkanalen. Vid depolarisering av cellen kommer blockerande jonen att stötas bort från poren, vilket möjliggör ett inflöde av natriumjoner och små mängder av kalciumjoner in i cellen. Dessutom kan kaliumjoner flöda ut ur cellen.